# Pelecopsis hamata
Pelecopsis hamata är en spindelart som beskrevs av Robert Bosmans 1988. Pelecopsis hamata ingår i släktet Pelecopsis och familjen täckvävarspindlar.
Artens utbredningsområde är Kamerun. Inga underarter finns listade i Catalogue of Life.